# Зелёные несерные бактерии
Зелёные несе́рные бакте́рии, или зелёные ни́тчатые серобакте́рии, — филогенетически однородная группа факультативно анаэробных фотогетеротрофных бактерий, осуществляющих аноксигенный фотосинтез, использующих H2S, H2, сахара, аминокислоты и органические кислоты в качестве доноров электронов. В отличие от зелёных серобактерий, зелёные несерные бактерии при окислении сероводорода откладывают элементарную серу вне клеток, за что и получили своё название. Зелёные несерные бактерии филогенетически довольно далеко отстоят от зелёных серобактерий. Изначально к этой группе относили весь класс Chloroflexia, но позднее такие представления были пересмотрены, когда выяснилось, что микроорганизмы порядка Herpetosiphonales не способны к фотосинтезу. Согласно современным представлениям, к этой группе относят представителей четырёх родов.
Все организмы этой группы имеют отрицательную окраску по Граму, однако такой результат часто противоречит микроскопическим и биохимическим исследованиям. Так, некоторые Oscillochloridaceae окрашиваются грамположительно или грамвариабельно в зависимости от условий. Согласно последним молекулярно биологическим исследованиям, все представители типа Chloroflexi могут оказаться монодермными микроорганизмами, поскольку в секвенированных геномах их представителей отсутствуют белки, ответственные за синтез типичных липидов внешней мембраны, а также белки, ответственные за её биогенез. Подобные выводы подтверждаются результатами электронной микроскопии многих представителей этого класса. Полагают, что необычное окрашивание может быть связано с атипичной структурой пептидогликана и покрывающего его S-слоя. Однако клеточная стенка большинства представителей этого отдела всё ещё остаётся не исследованной и не охарактеризованной при помощи электронной микроскопии, поэтому вопрос о строении клеточной стенки этих бактерий остаётся открытым.

## Характеристика
Зелёные несерные бактерии имеют палочковидные клетки, собранные в нити, с чехлами или без них, передвигающиеся скольжением и обладающие рядом таксисов. Длина трихомов достигает 100—300 мкм. Клетки внутри трихома размножаются поперечным бинарным делением. Некоторые обладают газовыми вакуолями. Запасное вещество — поли-β-гидроксиалконаты и полиглюканы. Молярное содержание ГЦ-оснований колеблется от 53 до 55 %. Клеточные стенки содержат значительно количество ненасыщенных и неразветвлённых жирных кислот. Вспомогательные пигменты представлены β-, γ-каротином или миксобактином. Фотосинтетический аппарат локализован в хлоросомах и на цитоплазматической мембране. Хлоросомы связаны с ЦПМ и образуют хорошо выраженные скопления. Бактериохлорофиллы (есть бактериохлорофиллы a и c) синтезируется на свету и в темноте, но в отсутствии кислорода. Способны к фотоавтотрофии, но предпочитают фотогетеротрофный или иногда хемогетеротрофный образ жизни. Среди зелёных несерных бактерий есть мезофильные и термофильные формы. Растут при pH 7,0—9,0, некоторые требуют повышенной концентрации NaCl (5—12 % по массе). Все зелёные несерные бактерии обладают значительной толерантностью к H2S.

## Физиология
Имеют полный ЦТК и глиоксилатный шунт и могут использовать широкий набор органических субстратов. Отдельные представители для роста нуждаются в наборе витаминов. Азот потребляют в виде солей аммония и органических соединений. Представители Chloroflexus способны к ассимиляционной сульфатредукции.
Фиксация диоксида углерода осуществляется в ходе необычного цикла — 3-гидроксипропионатного пути, суммарное уравнение которого:
2СO2 + 4H+ + 3АТФ → глиоксилат
У отдельных штаммов Chloroflexus имеется и более простой цикл — восстановительный цикл дикарбоновых кислот. У ряда организмов, не имеющих глиоксилатного шунта, при росте на органических субстратах эти пути могут играть роль анаплеротических реакций. У представителей рода Oscillochloris показана фиксация углекислоты в цикле Калвина и азотофиксация. Такое существенное отличие от других микроорганизмов послужило причиной выделения их в отдельное семейство.
Для многих представителей этого типа вопрос о способе питания и метаболических путях остаётся открытым, поскольку выделение нитчатых организмов в чистые культуры представляет значительную трудность из-за существования в их слизистых чехлах многочисленных микроорганизмов-спутников.
Аноксигенный фотосинтез осуществляется при помощи бактериохлорофиллов a и c. Из переносчиков найдены цитохромы c и b, менахиноны 8 и 9, FeS-белки. Представители этой группы требуют для фотосинтеза высокой интенсивности света. Поскольку в цепи переноса электронов этой группы микроорганизмов отсутствует ферредоксин, они неспособны к прямому синтезу восстановительных эквивалентов. Вместо этого у них происходит обратный транспорт электронов от менахинона к НАД+ с затратой АТФ. Фотосинтез подавляется присутствием молекулярного кислорода и стимулируется его отсутствием, высокой концентрацией тиосульфата и фотолитоавтотрофными условиями.

## Местообитание
Предпочитают горячие серные и пресные воды. Chloroflexus aurantiacus наряду с термофильными цианобактериями составляет основу цианобактериальных матов.